# Montclar (Aveyron)
Montclar (okzitanisch gleichlautend) ist ein Ort und eine südfranzösische Gemeinde mit 140 Einwohnern (Stand 1. Januar 2022) im Département Aveyron in der Region Okzitanien (vor 2016 Midi-Pyrénées). Montclar gehört zum Arrondissement Millau und zum Kanton Causses-Rougiers. Die Einwohner werden Montclarnais genannt.

## Lage
Montclar liegt etwa vierzig Kilometer östlich von Albi im Südwesten der historischen Provinz Rouergue. Der Tarn begrenzt die Gemeinde teilweise im Norden. Umgeben wird Montclar von den Nachbargemeinden Brousse-le-Château im Norden, Saint-Izaire im Osten, Saint-Juéry im Südosten, Martrin im Süden, Coupiac im Süden und Südwesten, Brasc im Westen und Südwesten sowie Connac im Nordwesten.

## Bevölkerungsentwicklung
| Jahr                       | 1962 | 1968 | 1975 | 1982 | 1990 | 1999 | 2006 | 2018 |
| Einwohner                  | 318  | 288  | 237  | 207  | 167  | 147  | 149  | 157  |
| Quellen: Cassini und INSEE |      |      |      |      |      |      |      |      |

## Sehenswürdigkeiten
- Menhire
- Kirche Saint-Jean-Baptiste aus dem 19. Jahrhundert
- Kirche Saint-Jean aus dem 18. Jahrhundert, seit 1964 Monument historique
- Kirche Saint-Michel aus dem 19. Jahrhundert